# 紹伊嫩

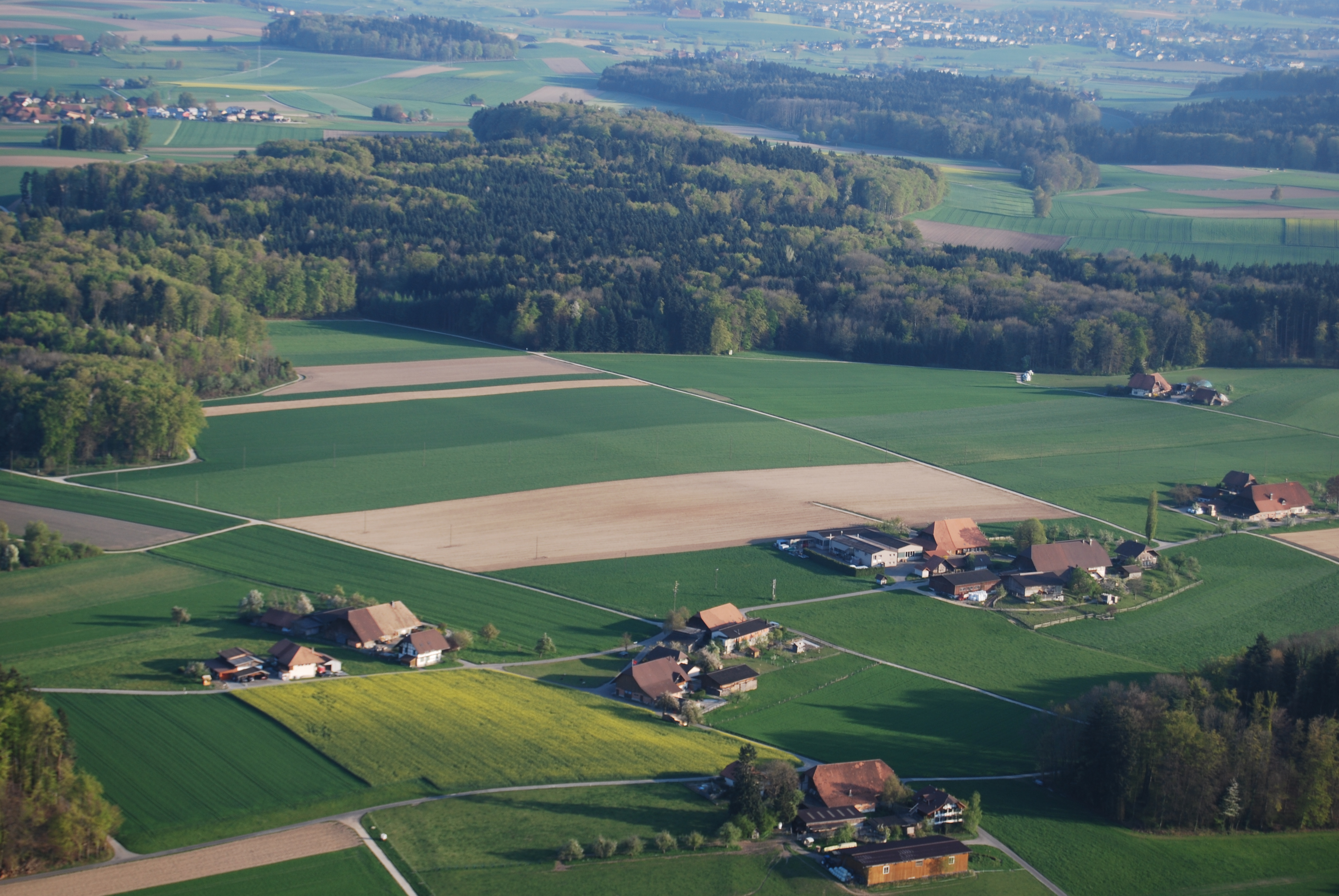

紹伊嫩是瑞士的城鎮，位於該國中西部，由伯恩州負責管轄，面積2.18平方公里，海拔高度575米，2011年人口82，九成半人口信奉基督教，人口密度每平方公里38人。